# Omaha-Klasse
Die Omaha-Klasse war eine Klasse von zehn Leichten Kreuzern der United States Navy. Die Schiffe dieser Klasse wurden ab 1920 gebaut und dienten seit 1924. Zu Beginn des Zweiten Weltkrieges galten die Schiffe bereits als veraltet, trotzdem wurden sie in den ersten Jahren sowohl im Atlantik als auch im Pazifik in vorderster Linie eingesetzt, bis ausreichend neuere Kreuzer zur Verfügung standen. Nach dem Ende des Krieges wurden die Schiffe außer Dienst gestellt und verschrottet.

## Planung und Bau
Im Jahr 1915 beschloss die Planungsabteilung der US-Navy, das General Ship Board, einen massiven Ausbau der amerikanischen Flotte. Innerhalb von fünf Jahren sollte die Flotte mindestens die gleiche Stärke wie die britische Royal Navy haben. Ziel dieses Planes war, sicherzustellen, dass die Vereinigten Staaten für eine eventuelle Auseinandersetzung mit dem Sieger des Ersten Weltkrieges, welche Seite auch immer das sein würde, gewappnet waren. Neben neuen Schlachtschiffen und Schlachtkreuzern sollten auch Aufklärungskreuzer gebaut werden, die im Vorfeld der Schlachtflotte operieren und den Feind ausfindig machen sollten.
Die an diesen Kreuzer gestellten Anforderungen orientierten sich an den Kenntnissen über seine potenziellen Gegner, die man über die Kreuzer der britischen und deutschen Marine hatte. Die Fähigkeiten des zu diesem Zeitpunkt mit Großbritannien verbündeten Japan wurden ignoriert, da man glaubte, dass die japanische Schiffbauindustrie noch nicht die Fähigkeiten der USA und europäischer Nationen erreicht habe. So waren bis dahin alle größeren japanischen Einheiten wie z. B. die Schlachtkreuzer der Kongō-Klasse bisher von ausländischen Werften entworfen worden. Indem man die modernsten europäischen Kriegsschiffe als Grundlage der Planung nahm, glaubte man auch, Japan abgedeckt zu haben.
Die letztendlich von General Ship Board für den Aufklärungskreuzer 1917 gestellten Anforderungen waren eine Geschwindigkeit von mindestens 30 kn, eine sehr große Reichweite sowie eine Bewaffnung von mindestens 6-Zoll-(152-mm)-Geschützen bei einer Verdrängung von bis zu 8000 ts. Nach neuen Erkenntnissen über die (vermuteten) Fähigkeiten in Bau befindlicher Kreuzer Großbritanniens und Deutschlands wurde später eine noch höhere Geschwindigkeit für nötig erachtet. Der Kreuzer sollte jetzt 35 kn schnell sein, womit er die Geschwindigkeit eines Zerstörers erreichen würde. Zusätzlich sollte er ein Bordflugzeug an Bord nehmen können. Bei der Artillerie sollte das Gewicht nicht auf Breitseitenfeuer, sondern auf die Fähigkeit zum Feuern über Bug oder Heck gelegt werden, da die Schiffe sich gemäß ihrer Aufgabe im Ernstfall immer auf den Feind zu oder von ihm weg bewegen, aber nicht in Linie mit ihm kämpfen würden. Dieses von anderen Flotten bereits verworfene Konzept als Basis für die Platzierung der Geschütze führte zum Entwurf einer exotischen Geschützaufstellung von je einem 6-Zoll-Zwillingsturm vorne und achtern, hinter denen auf beiden Seiten des Schiffes je zwei übereinanderliegende einzelne 6-Zoll-Geschütze in Kasematten angeordnet waren. Dies gab den Kreuzern eine Feuerkraft von je sechs Geschützen nach vorne und achtern sowie eine Breitseite von acht Geschützen.
Die ersten beiden Kreuzer, Omaha und Milwaukee, wurden im Dezember 1918 auf Kiel gelegt, acht weitere folgten 1920. Bereits zu diesem Zeitpunkt war man jedoch mit dem Entwurf der Klasse nicht mehr zufrieden, denn inzwischen hatte auch das General Ship Board, unter anderem aufgrund der gesammelten eigenen Erfahrungen und der Zusammenarbeit mit den Briten im Ersten Weltkrieg, das Artilleriekonzept in der vorgesehenen Form als veraltet und zudem auch noch als überladen erkannt. Daher bat im Oktober 1920 die für den Bau verantwortliche Abteilung, das Bureau of Construction and Repair, um einen Baustopp für die acht gerade erst begonnenen Schiffe, um Zeit für eine Umarbeitung des Entwurfs zu bekommen. Dies wurde von General Ship Board jedoch abgelehnt. Da der Krieg zu Ende war und die Finanzmittel entsprechend reduziert wurden, wurde befürchtet, dass der Kongress die Schiffe im Falle eines Baustopps ganz streichen würde. Die Kreuzer mussten daher nach dem ursprünglichen Plan fertiggebaut werden. Nach dem Bau der Schiffe stellte sich dann in der Tat heraus, dass die unteren Einzelgeschütze am Heck schon bei geringem Seegang so nass wurden, dass man sie nicht mehr effizient einsetzen konnte.
Der modifizierte Entwurf, der die Kasematten am Bug und Heck durch je einen weiteren Zwillingsturm ersetzten wollte, wurde als Ausgangsbasis zur Entwicklung des nächsten Kreuzertyps verwendet und mündete nach mehreren Überarbeitungen und einer Kalibersteigerung von 6 auf 8 Zoll (203 mm) in die Entwicklung der Pensacola-Klasse.

## Einsatz
Die zehn Kreuzer der Klasse, die alle zwischen 1923 und 1925 in Dienst gestellt wurden, wurden zwischen den Weltkriegen in allen Teilen der Flotte eingesetzt. Ihre Einsätze umfassten dabei unter anderem die Unterstützung verschiedener amerikanischer Interventionen in der Karibik sowie die Sicherung amerikanischer Interessen in China während des Bürgerkriegs Ende der 1920er-Jahre. An Bord der Memphis kehrte Charles Lindbergh 1927 nach seinem berühmten Transatlantikflug zurück in die USA. Am 14. Februar 1939 entdeckte die Milwaukee auf einer Fahrt in der Karibik bei einer Messung der Meerestiefe im Puerto-Rico-Graben die mit etwa 8.400 m tiefste Stelle des Atlantik, das heute nach dem Schiff benannte Milwaukeetief, das damals noch mit 9.219 m Tiefe berechnet wurde. Ende der 1930er-Jahre wurden alle Kreuzer einem größeren Umbau unterzogen, bei dem die unbrauchbaren unteren 6-Zoll-Kasematten achtern entfernt und die Flak verstärkt wurde. 1930 wurde die Bezeichnung der Schiffe gemäß den in der Londoner Konferenz beschlossenen Definitionen von Aufklärungskreuzer in „Leichte Kreuzer“ umbenannt. Beim Ausbruch des Zweiten Weltkriegs waren sie die ältesten noch im Dienst befindlichen amerikanischen Kreuzer.
In der Zeit zwischen dem Ausbruch des Krieges und dem Kriegseintritt der Vereinigten Staaten wurden mehrere Kreuzer der Klasse zur Amerikanischen Neutralitätspatrouille eingesetzt. Dabei gelang es am 6. November 1941 der Omaha, den mit 3857 Tonnen Rohgummi beladenen deutschen Blockadebrecher Odenwald aufzubringen, der von seiner Besatzung nach dem Zünden von Sprengladungen zur Selbstversenkung verlassen worden war. Der Besatzung der Omaha gelang es, das Schiff zu retten und nach Puerto Rico zu schleppen, womit sie das bis heute letzte Prisengeld der US-Navy bekamen. Während des japanischen Angriffs auf Pearl Harbor lagen die Detroit und Raleigh im Hafen und wurden durch japanische Bomben und Torpedos getroffen. Die Marblehead war als Teil der ABDA-Flotte in Südostasien an vorderster Front im Einsatz, und 1943 nahm die Richmond als Flaggschiff des amerikanischen Verbandes an der Seeschlacht bei den Komandorski-Inseln teil. Als jedoch immer mehr und modernere Kreuzer von den Werften kamen, wurden die veralteten Schiffe nur noch zu sekundären Aufgaben wie Konvoischutz und Küstenbeschuss herangezogen. Die Milwaukee wurde im April 1944 im Rahmen des Leih- und Pachtgesetz an die Sowjetunion ausgeliehen, die das Schiff bis 1949 als Murmansk im Nordmeer einsetzte.
Nach dem Ende des Krieges wurden alle neun Schiffe dieser Klasse umgehend außer Dienst gestellt und kurz darauf verschrottet. Das Gleiche geschah mit der Milwaukee nach ihrer Rückgabe durch die Sowjetunion vier Jahre später.

## Liste der Schiffe
| Kennung | Name       | Bauwerft                                   | Kiellegung        | Stapellauf         | Indienststellung  | Außerdienststellung |
| ------- | ---------- | ------------------------------------------ | ----------------- | ------------------ | ----------------- | ------------------- |
| CL-4    | Omaha      | Todd Dry Dock and Construction Co., Tacoma | 6. Dezember 1918  | 14. Dezember 1920  | 24. Februar 1923  | 1. November 1945    |
| CL-5    | Milwaukee  | Todd Dry Dock and Construction Co., Tacoma | 13. Dezember 1918 | 24. März 1921      | 20. Juni 1923     | 18. März 1949       |
| CL-6    | Cincinnati | Todd Dry Dock and Construction Co., Tacoma | 15. Mai 1920      | 23. Mai 1921       | 1. Januar 1924    | 1. November 1945    |
| CL-7    | Raleigh    | Fore River Shipyard, Quincy                | 16. August 1920   | 25. Oktober 1922   | 6. Februar 1924   | 2. November 1945    |
| CL-8    | Detroit    | Fore River Shipyard, Quincy                | 10. November 1920 | 29. Juni 1922      | 31. Juli 1923     | 11. Januar 1946     |
| CL-9    | Richmond   | William Cramp and Sons, Philadelphia       | 16. Februar 1920  | 29. September 1921 | 2. Juli 1923      | 21. Januar 1946     |
| CL-10   | Concord    | William Cramp and Sons, Philadelphia       | 29. März 1920     | 15. Dezember 1921  | 3. November 1923  | 12. Dezember 1945   |
| CL-11   | Trenton    | William Cramp and Sons, Philadelphia       | 18. August 1920   | 16. April 1923     | 19. April 1924    | 20. Dezember 1945   |
| CL-12   | Marblehead | William Cramp and Sons, Philadelphia       | 4. August 1920    | 9. Oktober 1923    | 8. September 1924 | 1. November 1945    |
| CL-13   | Memphis    | William Cramp and Sons, Philadelphia       | 14. Oktober 1920  | 17. April 1924     | 4. Februar 1925   | 17. Dezember 1945   |